# لورن کوشیلنی
لورن کوشیلنی (فرانسوی: Laurent Koscielny‎؛ زادهٔ ۱۰ سپتامبر ۱۹۸۵)، بازیکن بازنشسته فوتبال اهل فرانسه است.
وی سابقه ۵۱ بازی و ۱ گل ملی برای تیم ملی فوتبال فرانسه در کارنامه دارد، همچنین پست تخصصی او مدافع میانی است.

## زندگی حرفه‌ای
لورن در کورز، فرانسه متولد شد و بازی حرفه‌ای خود را با باشگاه فوتبال گنگام شروع کرد.